# Ракитник регенсбургский
Ракитничек регенсбургский или ракитник регенсбургский (лат. Chamaecytisus ratisbonensis) — кустарник, один из видов рода Ракитничек (Chamaecytisus), семейства Бобовые (Fabaceae).

## Ботаническое описание
Листопадный кустарник высотой от 10 до 30 (50) см. Округлые ветви без колючек. Молодые побеги имеют серые волоски.
Листья тройчатые, с перьями длиной от 1 до 2 см. Листья длинночерешковые, очерёдные, густоопушённые, особенно с нижней стороны.
Цветки светло-жёлтого цвета. Плюмаж имеет коричневатое пятно и значительно длиннее лодочки и крыльев. Цветки одиночные или в боковых гроздьях в верхней части ветвей.
Плод — продолговатый боб 2,5 — 3 см длиной, 0,4 — 0,5 см шириной, 0,2 — 0,4 см толщиной, опушены светлыми волосками. Поверхность светло-бурая, гладкая, блестящая. Начинают созревать в августе.
Число хромосом — 2n = 48.

## Распространение
Теплолюбивое растение предпочитает сухие и тёплые кустарниковые заросли и леса, сухие луга, железнодорожные насыпи и карьеры. Встречается на бедных питательными веществами почвах. Встречается в сообществах ассоциации Erico-Pinion, также в Pyrolo-Pinetum, в Cytiso supini-Callunetum или в Adonido-Brachypodietum.
Ареал охватывает юг Центральной Европы и юго-восточную Европу до Урала. В Германии встречается только в Баварии за пределами Альп.
В Австрии распространён в Паннонском регионе (провинции Вена, Нижняя Австрия и Бургенланд), реже — в Верхней Австрии.

## Экология
Время цветения в Северном полушарии — с апреля по июнь, часто второй раз — с сентября по октябрь.
Chamaecytisus ratisbonensis — кормовое растение гусениц бабочки желтушки ракитниковой (Colias myrmidone).

## Применение
Растение также иногда высаживают в качестве декоративного кустарника.